# 安庆市第一中学
安庆市第一中学，简称安庆一中，前身为1906年（清光绪三十二年）创办的安徽全省师范学堂，1956年始定为今名。1959年确定为“安徽省首批重点中学”，1988年确定为中华人民共和国教育委员会直属的学校，1999年确定为“安徽省示范高中”，2001年确定为“安徽省高中理科实验班承办学校”。1958年，毛泽东亲临学校视察。这是毛泽东曾经视察过的唯一一所中学。

## 学校历史

### 晚清时期
安徽省安庆第一中学，前身为1906年（清光绪三十二年）创办的安徽全省师范学堂，学堂由近代启蒙思想家严复倡议主办，首任监督为桐城派后学大师姚永概。姚永概在师范学堂，以其道德文章深得历任巡抚信任。马其昶撰《姚君叔节墓志铭》称：“君为人孝友笃至，其教士必根本道德，以文艺科学为户牖。”后经分合变迁，先后易名为安徽省立第一师范学校、安徽省立第一中学等。

### 中华民国时期
在民国时期，安庆一中是安徽学生反帝爱国斗争的主要策源地。1919年五四运动之后，安徽省的一系列爱国学生运动，如在当时震惊中国的“六二”学潮、反曹锟贿选，均发轫于此。1921年，学校进步师生筹建的安庆社会主义青年团，是中国共产党最早的17个地方团组织之一。1923年，中国共产党中央执行委员会委员长陈独秀派柯庆施到安庆，创建了以安庆一中学生为主体的中共安徽、安庆最早的党组织。革命家郭沫若在此进行过革命活动，写下著名的讨蒋檄文《请看今日之蒋介石》。

## 校园文化

### 校名
现在安庆一中的校名由毛泽东题写。

### 训诫
校训：诚毅
校风：和谐、严谨、进取、创新
教风：敬业、勤业、精业、乐业
学风：博学、好问、勤思、躬行

### 学校活动
- 校园文化艺术节(校园歌手大赛) 每年12月底
- 诚•毅杯校园足球联赛 每年3月底
- 春季球类运动会(篮球、排球联赛) 每年5月初
- 秋季田径运动会 每年9月底

## 学校部门

### 硬件设施
学校现有高中35个教学班，学生2700余人，教职工200余人，其中特级教师6人，高级教师68人，有10位教师担任省学科教学专业委员会的理事长、理事等职，获得中华人民共和国、省、市优秀教师及各种荣誉称号的教职工达百余人次。学校本部占地面积100余亩，建筑面积27673平方米，分校468亩。

### 部门设置
- 语文组
- 数学组
- 外语组
- 政治组
- 物理组
- 化学组
- 历史组
- 地理组
- 生物组
- 音乐组
- 美术组
- 体育组
- 信息技术组
- 图书馆
- 教务组
- 教学教研室
- 年级组班主任
- 学生会
- 学生广播站
- 卫生室
- 体育馆
- 电教室
- 食堂
- 人事室
- 档案室
- 校史室
- 外事接待室
- 保卫室
- 校友会
- 商店

## 历任校长
- 1906-1913 姚永概
- 1913-1914 徐经纶
- 1914-1914 谢敬崇
- 1914-1920 赵继椿
- 2003－2010 周诗长
- 2010 - 2013 沈波
- 2013 - 2016 徐晓春
- 2016 - 2024 丁长青
- 2024  -现在 胡为群

## 著名校友
中国科学院、工程院院士（原称学部委员）有：“中国计算机之父”的慈云桂，历史学家徐中舒，超导理论专家吴杭生，地质学家汤中立，古生物学家、地质学家许杰，金属物理学家宋家树，有机化学家刘有成等。
此外还有：海军航空兵政委、中将单大德，中宣部副部长王惠德，中共安徽省委副书记方兆祥，湖北省常务副省长周坚卫，中国第一汽车集团董事长耿昭杰，多次打破世界跳伞纪录的吴绍裘，等等。他们都曾就读于该校。